# Catch My Breath
"Catch My Breath" é uma canção da cantora norte-americana Kelly Clarkson, gravada para o seu primeiro álbum de grandes êxitos Greatest Hits – Chapter One. Foi composta pela própria Clarkson, com o auxílio de Jason Halbert e Eric Olson. Estreou no rádio em 10 de Outubro de 2012 e seu lançamento como single de avanço ocorreu a 16 de Outubro de 2012, quando a faixa foi disponibilizada na iTunes Store para descarga digital. O tema foi enviado para as rádios norte-americanas a 23 de Outubro, através da RCA Records. A obra é uma representação da jornada de Clarkson após vencer a primeira temporada do programa televisivo American Idol, em 2002, até ao presente como um artista e uma mulher poderosa, comemorando com uma mensagem de força para os seus fãs, amigos e familiares que a apoiaram ao longo de todo o período.

## Antecedentes e lançamento
"Para celebrar a força e longevidade que os meus fãs, amigos e familiares me têm apoiado, escrevi esta canção "Catch my Breath" com um dos meus melhores amigos que esteve comigo em tudo. Essa música representa quem eu fui, o que senti, e para onde estou direccionada, não só como artista, mas como uma trintona que agora é inteligente o suficiente para saber que é hora de parar, recuperar o fôlego, e ser motivo de orgulho não só pelo foi realizado, mas por todas as pessoas que me ajudaram a tornar na mulher que sou hoje".

— Clarkson sobre a inspiração da música.
"Catch My Breath" foi escrita por Clarkson em conjunto com o seu director musical e amigo de longa data Jason Halbert, que colaborou com Kelly no seu terceiro álbum de estúdio My December e em faixas como "Cry", "Ready" e "Standing in Front of You". Eric Olson também esteve presente no processo de escrita, que também já tinha anteriormente reunido com a artista em "You Love Me" e "If I Can't Have You" no The Smoakstack Sessions em 2011. A cantora comentou que tinha escrito especificamente a música para o facto de marcar os 10 anos de carreira: "Sinto como se estivesse a começar a ser feliz e establecer e descobrir coisas. É por isso que escrevi". A obra estreou no programa On Air with Ryan Seacrest a 10 de Outubro de 2012 como single de avanço da colecção Greatest Hits: Chapter 1. O tema foi disponibilizado na iTunes Store a 16 de Outubro, enquanto que foi enviado para as rádios norte-americanas a 23 de Outubro.

## Recepção pela crítica
Após a estreia da faixa em rádio, Sam Lansky Idolator afirmou que a sua melodia "era um clássico de Clarkson, embora muito menos magoada do que em muitos dos seus hinos de desgosto: A produção é limpa e brilhante, com um propulsor de batidas e vocais claros". Jason Lipshutz da revista Billboard considerou que o "início lento da canção é um arenque vermelho para o hino optimista em que "Catch My Breath" se torna, com um arranjo pop-rock simples".

## Desempenho nas tabelas musicais

### Posições
| Tabela musical (2012) | Melhor posição |
| --- | -------------- |
| Alemanha (Media Control Charts)                                                                                               | 89             |
| Austrália (ARIA Charts)«Kelly Clarkson – Catch My Breath» (em inglês). Hung Medien. Consultado em 28 de Outubro de 2012</ref> | 40             |
| Áustria (Austrian Singles Chart)                                                                                              | 67             |
| Bélgica (Ultratip) (Flandres)                                                                                                 | 21             |
| Canadá (Canadian Hot 100) | 25             |
| Coreia do Sul (Gaon International Chart)                                                                                      | 2              |
| Estados Unidos (Billboard Hot 100)                                                                                            | 19             |
| Estados Unidos (Pop Songs) | 21             |
| Estados Unidos (Radio Songs)                                                                                                  | 30             |
| Estados Unidos (Digital Songs)                                                                                                | 22             |
| Estados Unidos (Adult Pop Songs)                                                                                              | 12             |
| Irlanda (Irish Singles Chart)                                                                                                 | 88             |
| Reino Unido (UK Singles Chart)                                                                                                | 51             |

## Histórico de lançamento
| País           | Data                  | Formato          | Editora discográfica |
| -------------- | --------------------- | ---------------- | -------------------- |
| Estados Unidos | 10 de Outubro de 2012 | Estreia no rádio | RCA                  |
| Estados Unidos | 15 de Outubro de 2012 | Descarga digital | RCA                  |
| França         | 15 de Outubro de 2012 | Descarga digital | RCA                  |
| Irlanda        | 15 de Outubro de 2012 | Descarga digital | RCA                  |
| Países Baixos  | 15 de Outubro de 2012 | Descarga digital | RCA                  |
| Portugal       | 15 de Outubro de 2012 | Descarga digital | RCA                  |
| Suécia         | 15 de Outubro de 2012 | Descarga digital | RCA                  |
| Estados Unidos | 22 de Outubro de 2012 | Rádio mainstream | RCA                  |